# Alemli, Gülşehir
Alemli là một xã thuộc huyện Gülşehir, tỉnh Nevşehir, Thổ Nhĩ Kỳ. Dân số thời điểm năm 2011 là 45 người.